# 佐野未来
佐野 未来（さの みらい、1985年10月22日 - ）は、日本のモデル、元レースクイーン。プリッツコーポレーション所属。
3人兄妹の長女で、弟と妹がいる。

## 人物
- 14歳の頃からモデル活動を開始。2004年からレースクイーンとして本格的な活動を始める。
- 自身のブログプロフィールには、東京都出身と記されているが、幼少時代は新潟県に住んでいたことがある[4]。
- タレント・モデルの「佐野光来」（さのみく）とは別人である。

## エピソード
- 高校時代はモスバーガーでアルバイトをしたことがある[5]。
- DYNACITYのレースクイーンとしてマレーシアを訪れた際、他のメンバーが買い物に行った中で、ひとりマッサージに行ってしまった思い出がある[6]。
- かつて同じ事務所に所属していた暮羽優奈[注釈 1]や杏那美夏[注釈 2]と仲が良く[7]、特に暮羽とはスーパー耐久で一緒にRQを務めるなど、交流が深い[8]。

## レースクイーン歴
- 2004年 鈴鹿8時間耐久ロードレースcoca-coraギャル[注釈 3]
- 2005年 SUPER GT GT500 DYNACITYレースクイーン
- 2006年 SUPER GT GT500 RAYBRIGレースクイーン
- 2007年 SUPER GT GT500 宝山TOYOTA TEAM TOM'Shouzan'scosmos Circut Lady[注釈 4]
- 2009年 D1グランプリ「アップガレージ ドリフトエンジェルス」[2]
- 2011年 - 2012年 スーパー耐久 ターマック・プロ レーシング トラストレディ[1][8]

## 出演
CM
- アサヒビール「アサヒ新生3」で福澤朗と共演（2006年）[6]
- アサヒフード&ヘルスケア「ミンティア」に新潟県代表として出演（2010年）[9][10]

テレビ
- 2005年「エンジン」（フジテレビ系）の最終回ピットウォークシーンにレースクイーンとして登場[注釈 5]。
- 東京柴犬散歩（2024年3月3日 - 3月17日、BS松竹東急）

その他
- プロボクシング“亀田の日”（亀田興毅 vs 亀田大毅戦）ラウンドガール（2006年5月5日・TBS系にて生中継オンエア）[11]
- トヨタ自動車イベント『ドライブ王国』ドライブガールズ（2008年 - 2010年）
- 東京オートサロン
  - RAYBRIGブース（2007年）
  - ダイハツ工業ブース（2008年）[注釈 6]
  - アップガレージブース（2010年）
  - glasspitブース（2011年）
  - Tresure Oneブース（2012年）
- コンコルドガール